# Gran Premio del Sudafrica 1981
Il Gran Premio del Sudafrica 1981 (XXVII Nashua South African Grand Prix) fu una gara di Formula 1, anche se ufficialmente definita di Formula Libre, corsa il 7 febbraio 1981 sul Circuito di Kyalami; inizialmente prevista come prima prova del Campionato mondiale di Formula 1 1981, venne successivamente considerata non valida e perciò non figura tra i Gran Premi del campionato. La cancellazione fu dovuta alla guerra in atto per il controllo della Formula 1 tra la Federazione Internazionale Sport Automobilistico (FISA) presieduta da Jean-Marie Balestre e la Formula One Constructors Association (FOCA) guidata da Bernie Ecclestone.
La gara è stata vinta dall'argentino Carlos Reutemann, su Williams-Ford Cosworth; per il vincitore si trattò del secondo, e ultimo, successo in una gara non valida per il campionato del mondo. Ha preceduto sul traguardo il brasiliano Nelson Piquet su Brabham-Ford Cosworth e l'italiano Elio De Angelis su Lotus-Ford Cosworth.

## Vigilia

### La battaglia FISA-FOCA
Dopo le polemiche dell'anno precedente, che avevano portato anche alla invalidazione del Gran Premio di Spagna, i rapporti tra la Federazione Internazionale Sport Automobilistico (FISA) e la Formula One Constructors Association (FOCA) rimasero molto tesi. La FISA decise, nell'ottobre 1980, di ribadire le scelte tecniche che avevano scatenato le proteste della FOCA, tra cui la controversa abolizione delle "minigonne".
L'assemblea della FISA stabilì anche che un Paese che avesse ospitato gare irregolari sarebbe stato privato della licenza per ogni tipo di competizione automobilistica, e le scuderie e i piloti che avessero partecipato a tali gare sarebbero stati sospesi. Questa decisione veniva presa per cercare di scoraggiare il tentativo della FOCA di organizzare un campionato alternativo a quello della FISA. La FOCA, inoltre, decise di citare in giudizio a Parigi la FISA per la sua decisione di vietare le "minigonne", mentre Ecclestone, patron della FOCA, minacciò le scuderie motorizzate dalla Cosworth di bloccare la fornitura di propulsori a quei team che non avessero preso parte al suo campionato alternativo.
Il 15 novembre 1980 venne posto come limite per l'iscrizione al campionato mondiale di F1, ma già il 31 ottobre Bernie Ecclestone annunciò ufficialmente la creazione di un campionato alternativo, denominato The World Professional Drivers Championship, gestito dalla The World Federation of Motor Sport (WFMS). Il campionato, con un montepremi di 10 milioni di dollari, di cui uno destinato al pilota campione, prevedeva 15 gare da disputarsi in 12 nazioni differenti. Aveva avuto l'adesione, per il momento, di 12 scuderie, con almeno 23 vetture garantite. I team che avevano accettato l'invito erano Arrows, Brabham, Ensign, Fittipaldi, Ligier, Lotus, McLaren, RAM, Tyrrell e Williams, a cui si aggiunse anche l'ATS. Il regolamento tecnico era simile a quello della Formula 1, mantenendo però le "minigonne", e prevedendo una limitazione della potenza dei motori e una riduzione del volume degli pneumatici. Già nell'autunno del 1980 era stata comunicata la cessione del tracciato sudafricano di Kyalami da parte della FOCA per 1.400.000 rand. La FOCA aveva chiesto ai potenziali compratori di garantire all'associazione un'opzione per l'utilizzo del tracciato in futuro.
Rimasero fedeli al campionato FISA le scuderie legate ai grandi costruttori automobilistici, dotate di motore turbo, o comunque interessate a questo tipo di propulsore come Alfa Romeo, Ferrari, Renault e la Talbot, che aveva acquistato la Ligier, perciò strappandola al campionato annunciato da Ecclestone. Al campionato FISA, anche per la pressione degli sponsor, s'iscrisse inoltre l'Osella, che disponeva di un motore Ford Cosworth, e la neoentrante scuderia britannica Toleman, proveniente dalla Formula 2, nella quale aveva vinto il titolo 1980.
Il 20 novembre la FISA propose una mediazione in sei punti che prevedeva l'abbandono delle azioni legali nei confronti della FOCA, la costituzione di una nuova commissione per la F1, la conferma della stabilità degli attuali regolamenti tecnici per 5 stagioni, il congelamento per due anni dell'articolo del regolamento generale della FIA che consentiva alla FISA di modificare il regolamento tecnico per ragioni di sicurezza, l'accettazione della nomina di un rappresentante dei costruttori negli organi principali della FISA e l'impegno ad annunciare entro il 30 ottobre 1982 il regolamento tecnico per il 1985. La FOCA rispose chiedendo di vedere riammesse le sue scuderie al campionato, concedendo l'abolizione delle minigonne dopo sei mesi.
Intanto la Goodyear, ai primi di dicembre, annunciò di voler abbandonare la Formula 1 a causa della grave incertezza che gravava sul campionato.
Il 19 gennaio vi fu una riunione di molti rappresentanti di scuderia, sia legati alla FOCA che alla FISA, che si tenne a Modena, presso la vecchia sede della Scuderia Ferrari. I costruttori si accordarono per evitare una scissione del campionato. Si decise anche di creare una commissione ristretta che elaborasse una soluzione globale sui regolamenti, valida per 4 anni, da proporre alla FISA. Il 30 gennaio si tenne una tavola rotonda a Montecarlo tra la FISA e i costruttori. Jean-Marie Balestre, presidente della FISA, non firmò il pacchetto di proposte dei costruttori, e decise prima di sottoporlo all'analisi di altri dirigenti della Federazione. La Federazione decise così di costituire una commissione ristretta per lo studio di queste proposte. La FOCA, intanto, minacciò di adire le vie legali qualora il Gran Premio del Sudafrica non si fosse svolto regolarmente. La FISA però annullò il gran premio d'autorità.
La prova, definita di Formula Libre e non di Formula 1, venne comunque considerata legittima dalla federazione nazionale sudafricana, anche se non valida come prova del mondiale di F1.
La FISA respinse nel frattempo quanto proposto dai costruttori: per la federazione la richiesta di modificare alcuni contratti chiusi dalla FOCA con alcuni organizzatori di gran premio avrebbe sottoposto la federazione stessa a possibili azioni legali, in base a una decisione del Tribunale di Londra del 17 dicembre 1980, che stabiliva che non potevano essere alterati gli accordi già presi dalla FOCA. La FISA, in pratica, voleva che la FOCA interrompesse ogni possibile azione legale, prima di controfirmare l'accordo trovato a Modena.
La diatriba non fermò però il Gran Premio, a cui comunque non parteciparono le scuderie più vicine alla FISA come Ferrari, Renault, Alfa Romeo, Osella e Ligier. Anche la partecipazione della Lotus venne messa in dubbio dallo sponsor della scuderia britannica, l'Essex; successivamente però la presenza della casa di Colin Chapman venne confermata.

### Aspetti tecnici
Tutte le scuderie presenti proposero le vetture utilizzate nel corso della stagione 1980; la Theodore Racing propose la TR02, che altro non era che una Shadow DN11, rivisitata da Tony Southgate, dopo che la Shadow era stata acquistata dalla Theodore già nel corso della stagione precedente. L'unica novità tecnica fu la March 811, con la quale il costruttore britannico si ripresentò in F1.

### Aspetti sportivi
L'interesse per il gran premio era abbastanza ridotto, tanto che per le prove ufficiali si contarono solo poche decine di spettatori in tribuna.

## Piloti e team
La Lotus schierò Nigel Mansell, che vinse il ballottaggio con Jean-Pierre Jarier; la Brabham sostituì Héctor Rebaque, colpito da epatite virale, con Ricardo Zunino; la Tyrrell completò la sua coppia di piloti ingaggiando la pilotessa sudafricana Desiré Wilson, che aveva già tentato, senza successo, la qualificazione al GP di Gran Bretagna 1980 con una Williams del team RAM. L'Arrows portò assieme a Siegfried Stohr Riccardo Patrese, anche se inizialmente sembrava più vicina la conferma di Jochen Mass.
I seguenti piloti e costruttori vennero iscritti alla gara:
| Team                           | Telaio                                  | Gomme | Nr. | Pilota            |
| ------------------------------ | --------------------------------------- | ----- | --- | ----------------- |
| Saudia Leyland Williams        | Williams FW07B-Ford Cosworth DFV V8 3.0 | G     | 1   | Alan Jones        |
| Saudia Leyland Williams        | Williams FW07B-Ford Cosworth DFV V8 3.0 | G     | 2   | Carlos Reutemann  |
| Tyrrell Racing                 | Tyrrell 010-Ford Cosworth DFV V8 3.0    | G     | 3   | Eddie Cheever     |
| Tyrrell Racing                 | Tyrrell 010-Ford Cosworth DFV V8 3.0    | G     | 4   | Desiré Wilson     |
| Parmalat Racing Team           | Brabham BT49-Ford Cosworth DFV V8 3.0   | G     | 5   | Nelson Piquet     |
| Parmalat Racing Team           | Brabham BT49-Ford Cosworth DFV V8 3.0   | G     | 6   | Ricardo Zunino    |
| Marlboro McLaren International | McLaren M29-Ford Cosworth DFV V8 3.0    | G     | 7   | John Watson       |
| Marlboro McLaren International | McLaren M29-Ford Cosworth DFV V8 3.0    | G     | 8   | Andrea De Cesaris |
| Team ATS                       | ATS D4-Ford Cosworth DFV V8 3.0         | G     | 9   | Jan Lammers       |
| Essex Team Lotus               | Lotus 81B-Ford Cosworth DFV V8 3.0      | G     | 11  | Elio De Angelis   |
| Essex Team Lotus               | Lotus 81B-Ford Cosworth DFV V8 3.0      | G     | 12  | Nigel Mansell     |
| Ensign Racing                  | Ensign MN180- Ford Cosworth DFV V8 3.0  | G     | 14  | Marc Surer        |
| March Grand Prix Racing        | March 811-Ford Cosworth DFV V8 3.0      | G     | 17  | Derek Daly        |
| March Grand Prix Racing        | March 811-Ford Cosworth DFV V8 3.0      | G     | 18  | Eliseo Salazar    |
| Fittipaldi Automotive          | Fittipaldi F8C-Ford Cosworth DFV V8 3.0 | G     | 20  | Keke Rosberg      |
| Fittipaldi Automotive          | Fittipaldi F8C-Ford Cosworth DFV V8 3.0 | G     | 21  | Chico Serra       |
| Team Beta Arrows with Ragno    | Arrows A3-Ford Cosworth DFV V8 3.0      | G     | 29  | Riccardo Patrese  |
| Team Beta Arrows with Ragno    | Arrows A3-Ford Cosworth DFV V8 3.0      | G     | 30  | Siegfried Stohr   |
| Theodore Racing                | Theodore TR02-Ford Cosworth DFV V8 3.0  | G     | 33  | Geoff Lees        |

## Qualifiche

### Resoconto
Nella prima giornata di prove il più rapido fu Nelson Piquet su Brabham, che chiuse in 1'12"94, davanti alle due Williams di Carlos Reutemann (staccato di soli quattro centesimi) e Alan Jones. I tempi furono più alti rispetto a quelli fatti segnare l'anno precedente, e tale risultato venne spiegato per le dimensioni delle gomme posteriori, più piccole di quelle della stagione 1980. La prima sessione di prove venne posticipata di 55 minuti, in quanto i lavori per la messa in ordine del tracciato non erano ancora completati.
Durante le prove libere del venerdì Carlos Reutemann fu protagonista di un pauroso incidente: la sua vettura uscì a 180 km/h alla curva Sunset finendo nelle reti di protezione. Il pilota restava incastrato nella seconda fila di reti, con il casco che veniva quasi tolto, rischiando di strozzarlo.
Nelle prove ufficiali Piquet si confermò in pole, abbassando il tempo a 1'12"79; alle sue spalle si classificarono nuovamente le due Williams. L'arrivo della pioggia nell'ultima ora di prove non permise poi a nessuno di migliorare ancora i rilievi cronometrici. Anche Eddie Cheever della Tyrrell fu protagonista di un doppio testacoda e conseguente uscita di pista. Eliseo Salazar, della March, pur in assenza di tempi validi per lo schieramento, venne ammesso alla partenza.

### Risultati
Nella sessione di qualifica si è avuta questa situazione:
| Pos | Nº | Pilota            | Costruttore              | Tempo       | Griglia |
| --- | -- | ----------------- | ------------------------ | ----------- | ------- |
| 1   | 5  | Nelson Piquet     | Brabham-Ford Cosworth    | 1'12"78     | 1       |
| 2   | 2  | Carlos Reutemann  | Williams-Ford Cosworth   | 1'12"98     | 2       |
| 3   | 1  | Alan Jones        | Williams-Ford Cosworth   | 1'13"28     | 3       |
| 4   | 20 | Keke Rosberg      | Fittipaldi-Ford Cosworth | 1'13"29     | 4       |
| 5   | 11 | Elio De Angelis   | Lotus-Ford Cosworth      | 1'13"47     | 5       |
| 6   | 29 | Riccardo Patrese  | Arrows-Ford Cosworth     | 1'14"07     | 6       |
| 7   | 6  | Ricardo Zunino    | Brabham-Ford Cosworth    | 1'14"35     | 7       |
| 8   | 12 | Nigel Mansell     | Lotus-Ford Cosworth      | 1'14"38     | 8       |
| 9   | 8  | Andrea De Cesaris | McLaren-Ford Cosworth    | 1'14"39     | 9       |
| 10  | 9  | Jan Lammers       | ATS-Ford Cosworth        | 1'14"85     | 10      |
| 11  | 30 | Siegfried Stohr   | Arrows-Ford Cosworth     | 1'14"93     | 11      |
| 12  | 3  | Eddie Cheever     | Tyrrell-Ford Cosworth    | 1'14"95     | 12      |
| 13  | 21 | Chico Serra       | Fittipaldi-Ford Cosworth | 1'15"06     | 13      |
| 14  | 14 | Marc Surer        | Ensign-Ford Cosworth     | 1'15"18     | 14      |
| 15  | 7  | John Watson       | McLaren-Ford Cosworth    | 1'15"25     | 15      |
| 16  | 4  | Desiré Wilson     | Tyrrell-Ford Cosworth    | 1'15"56     | 16      |
| 17  | 17 | Derek Daly        | March-Ford Cosworth      | 1'16"80     | 17      |
| 18  | 33 | Geoff Lees        | Theodore-Ford Cosworth   | 1'17"08     | 18      |
| 19  | 18 | Eliseo Salazar    | March-Ford Cosworth      | senza tempo | 19      |

## Gara

### Resoconto
Nel corso del warm up Eddie Cheever fu protagonista di un brutto incidente. La sua Tyrrell uscì a 260 km/h alla prima curva, andando a sbattere contro le protezioni; il pilota non subì però conseguenze fisiche gravi (aveva però un tallone incrinato) e poté prendere parte alla gara.
A differenza delle prove, disertate dal pubblico, al sabato, giorno della gara, il tracciato ospitò 30.000 spettatori.
La pioggia di inizio gara spinse Nelson Piquet a mettere gomme da bagnato: la scelta fu inizialmente buona visto che il brasiliano scattò in testa e condusse la gara per diversi giri. Carlos Reutemann optò fin dall'inizio per la gomme slick. Ciò lo favorì quando tutti gli altri piloti di testa furono costretti al cambio gomme, per passare anch'essi alle gomme da asciutto. Piquet chiuse secondo, mentre terzo fu Elio De Angelis. Geoff Lees uscì di pista con la sua Theodore: fu ricoverato all'ospedale ove gli fu riscontrata una commozione cerebrale.

### Risultati
I risultati del gran premio furono i seguenti:
| Pos | No | Pilota            | Costruttore              | Giri | Tempo/Ritiro | Griglia |
| --- | -- | ----------------- | ------------------------ | ---- | ------------ | ------- |
| 1   | 2  | Carlos Reutemann  | Williams-Ford Cosworth   | 77   | 1h44'54"03   | 2       |
| 2   | 5  | Nelson Piquet     | Brabham-Ford Cosworth    | 77   | +20"2        | 1       |
| 3   | 11 | Elio De Angelis   | Lotus-Ford Cosworth      | 77   | +1'06"03     | 5       |
| 4   | 20 | Keke Rosberg      | Fittipaldi-Ford Cosworth | 76   | +1 giro      | 4       |
| 5   | 7  | John Watson       | McLaren-Ford Cosworth    | 76   | +1 giro      | 15      |
| 6   | 29 | Riccardo Patrese  | Arrows-Ford Cosworth     | 76   | +1 giro      | 6       |
| 7   | 3  | Eddie Cheever     | Tyrrell-Ford Cosworth    | 76   | +1 giro      | 12      |
| 8   | 6  | Ricardo Zunino    | Brabham-Ford Cosworth    | 75   | +2 giri      | 7       |
| 9   | 21 | Chico Serra       | Fittipaldi-Ford Cosworth | 75   | +2 giri      | 13      |
| 10  | 12 | Nigel Mansell     | Lotus-Ford Cosworth      | 74   | +3 giri      | 8       |
| 11  | 17 | Derek Daly        | March-Ford Cosworth      | 74   | +3 giri      | 17      |
| Rit | 1  | Alan Jones        | Williams-Ford Cosworth   | 62   | Minigonna    | 3       |
| Rit | 14 | Marc Surer        | Ensign-Ford Cosworth     | 58   | Batteria     | 14      |
| Rit | 8  | Andrea De Cesaris | McLaren-Ford Cosworth    | 54   | Incidente    | 9       |
| Rit | 4  | Desiré Wilson     | Tyrrell-Ford Cosworth    | 51   | Incidente    | 16      |
| Rit | 18 | Eliseo Salazar    | March-Ford Cosworth      | 32   | Cambio       | 19      |
| Rit | 9  | Jan Lammers       | ATS-Ford Cosworth        | 16   | Freni        | 10      |
| Rit | 30 | Siegfried Stohr   | Arrows-Ford Cosworth     | 12   | Motore       | 11      |
| Rit | 33 | Geoff Lees        | Theodore-Ford Cosworth   | 11   | Incidente    | 18      |